# Церква Преображення Господа нашого Ісуса Христа (Вороблячин)
Церква Преображення Господа нашого Ісуса Христа у Вороблячині — храм УГКЦ у селі Вороблячині Яворівської громади Яворівського району Львівської области України.

## Історія
Перша письмова згадка про сільський храм датується 1531 роком.
У 1927–1930 роках стараннями пароха села Констянтина Козія та коштами парафіян тривало будівництво мурованої церкви за проєктом Олександра Лушпинського. Попередній дерев'яний храм був пам'яткого галицької архітектури, який звів майстер Яць Горн у 1662 році (зберігався в Національному музеї народної архітектури та побуту України).
Оздоблення поліхромією вівтарної частини здійснив український митець Дем'ян Горняткевич. У другій половині ХХ ст. завершено іконостас.

## Парохи
- о. Іван Слабневич (1828—1847)
- вакантна посада (1848)
- о. Михайло Білецький (1848—1849)
- о. Іван Голодинський (1849—1861)
- о. Діонисій Лапицький (1861—1886)
- о. Антін Менцінський (1886—1887, адміністратор)
- о. Юрій Жук (1887—1898)
- о. Теодор Савойка (1898—1899, адміністратор)
- о. Володимир Папп (1899—1909)
- о. Григорій Максимович (1909—1911)
- о. Йосиф Рейнарович (1911—1912, адміністратор)
- о. Мирон Долощицький (1912—1914)
- о. Віктор Жук (1916—1919, адміністратор)
- о. Констянтин Козій (1919—1939)
- о. Володимир Левандівський — нині.